# Viktoria von Preußen (1866–1929)

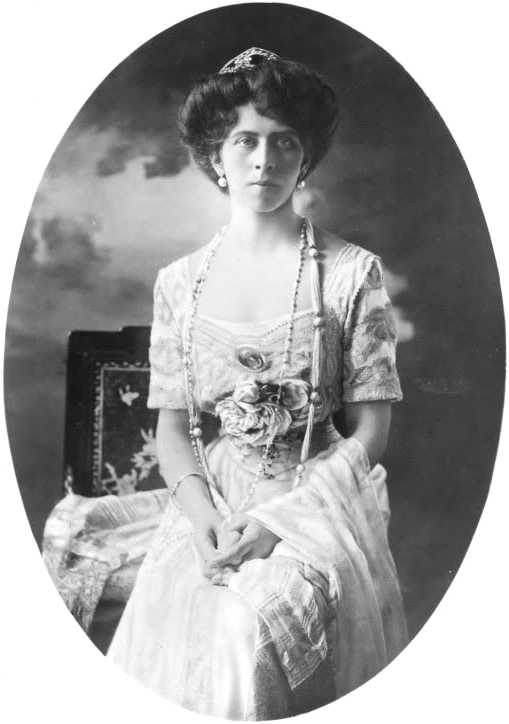
Prinzessin Viktoria zu Schaumburg-Lippe

Prinzessin Friederike Amalia Wilhelmine Victoria von Preußen VA (* 12. April 1866 im Neuen Palais zu Potsdam; † 13. November 1929 in Bonn) war ein Mitglied des Hauses Hohenzollern und durch Heirat Prinzessin zu Schaumburg-Lippe. Seit 1927 hieß sie nach erneuter Heirat Viktoria Zoubkoff und veröffentlichte als „Viktoria Zoubkoff, geb. Prinzessin von Preußen, verw. Prinzessin zu Schaumburg-Lippe“ 1929 ihre Memoiren.

## Leben

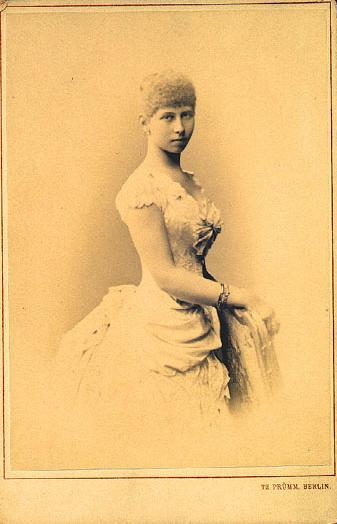
Prinzessin Viktoria in jungen Jahren

Viktoria, genannt Moretta, war die zweite Tochter von acht Kindern des Kronprinzen Friedrich Wilhelm und späteren Deutschen Kaisers Friedrich III. (1831–1888) und seiner Ehefrau, der britischen Princess Royal Victoria (1840–1901), genannt Kaiserin Friedrich. Sie war eine jüngere Schwester des Kronprinzen Wilhelm, später Deutscher Kaiser Wilhelm II. und König von Preußen. Sie wurde nach ihrer Großmutter und Patin Queen Victoria benannt. Prinzessin Viktoria wuchs unter der Aufsicht verschiedener Erzieherinnen und Lehrer im Berliner Schloss auf.
Im Juli 1883 verlobte sie sich mit Zustimmung der Mutter mit Prinz Alexander von Battenberg, seit 1879 Fürst von Bulgarien. Aber ihr Großvater, Kaiser Wilhelm I., und Reichskanzler Otto von Bismarck waren aus außenpolitischen Erwägungen gegen das Verlöbnis und verboten eine Heirat. Jahrelang kämpfte Viktoria vergeblich gegen das Verbot an, aber insbesondere Bismarck stellte sich entschieden dagegen. Kronprinzessin Victoria machte aus ihrer Absicht keinen Hehl, Alexander nach der Thronbesteigung ihres Mannes zu einer Hauptstütze seiner Regierung zu machen. Prinz Wilhelm sah dagegen in der Verlobung seiner Schwester mit Alexander, dessen Bruder Ludwig in englische Dienste trat und dessen Bruder Heinrich die englische Prinzessin Beatrice heiratete, eine englische Übernahme des deutschen Kaiserhofes. Er sagte der „Battenbergerei“ den Kampf an. 1886 wurde Alexander als bulgarischer Fürst abgesetzt. Am 17. Juni 1888 löste Viktorias Bruder Wilhelm II. als neuer Kaiser die Verlobung.
Ein Jahr darauf lernte Viktoria den Prinzen Adolf zu Schaumburg-Lippe (1859–1916) kennen, den vierten Sohn des Fürsten Adolf I. Georg zu Schaumburg-Lippe und seiner Frau Prinzessin Hermine zu Waldeck und Pyrmont. Anlass war ein Besuch der Fürstin Marie zu Wied, Mutter der Königin Elisabeth von Rumänien. Viktoria und Adolf verlobten sich kurz darauf und heirateten im November desselben Jahres in Berlin. Nach einer ausgedehnten Hochzeitsreise in verschiedene Länder nahm das Paar Wohnsitz in Bonn. Dazu kaufte man die 1858–1860 erbaute Villa des Tuchhändlers Wilhelm Loeschigk, das heutige „Palais Schaumburg“. Nach einer Fehlgeburt blieb die Ehe kinderlos. 1916 starb Prinz Adolf zu Schaumburg-Lippe, und Viktoria vereinsamte.
Sie wurde immer exzentrischer und traf 1927 den 35 Jahre und 166 Tage jüngeren russischen Abenteurer Alexander Zoubkoff, der vorgab, ein durch die Revolution entrechteter Adliger zu sein. Im selben Jahr heirateten sie, was zu einem großen Skandal führte. Nach wenigen Monaten zerbrach die Ehe, und Zoubkoff, der ihr ganzes Vermögen an sich nahm, wurde 1928 ausgewiesen. Er ging nach Luxemburg und arbeitete dort als Kellner. Das Restaurant warb mit einer Tafel, auf der stand: „Hier bedient Sie der Schwager des Kaisers“.
Viktoria blieb in Bonn und veröffentlichte aus Geldmangel ihre Memoiren im Bonner „General-Anzeiger“. Bei der Bevölkerung war sie bis zuletzt außerordentlich beliebt. Ihr Nachlass wurde 1929 in der Reithalle des Palais Schaumburg vom Kölner Kunsthaus Lempertz versteigert.

## Vorfahren
| Ahnentafel Viktoria von Preußen  | Ahnentafel Viktoria von Preußen                                                                        | Ahnentafel Viktoria von Preußen                                                                                            | Ahnentafel Viktoria von Preußen                                                                                          | Ahnentafel Viktoria von Preußen                                                                                          | Ahnentafel Viktoria von Preußen                                                                                   | Ahnentafel Viktoria von Preußen                                                                                   | Ahnentafel Viktoria von Preußen                                                                                         | Ahnentafel Viktoria von Preußen                                                                                   |
| -------------------------------- | --- | --- | --- | --- | --- | --- | --- | --- |
| Ururgroßeltern                   | König Friedrich Wilhelm II. von Preußen (1744–1797) ⚭ 1769 Friederike von Hessen-Darmstadt (1751–1805) | Großherzog Karl II. von Mecklenburg-Strelitz (1741–1816) ⚭ 1768 Friederike Caroline Luise von Hessen-Darmstadt (1752–1782) | Großherzog Carl August von Sachsen-Weimar-Eisenach (1757–1828) ⚭ 1775 Luise von Hessen-Darmstadt (1757–1830)             | Zar Paul I. von Russland (1754–1801) ⚭ 1776 Sophie Dorothee von Württemberg (1759–1828)                                  | Herzog Franz von Sachsen-Coburg-Saalfeld (1750–1806) ⚭ 1777 Gräfin Auguste Reuß zu Ebersdorf (1757–1831)          | Herzog August von Sachsen-Gotha-Altenburg (1772–1822) ⚭ 1797 Luise Charlotte zu Mecklenburg (1779–1801)           | König Georg III. von Großbritannien und Irland (1738–1820) ⚭ 1761 Sophie Charlotte von Mecklenburg-Strelitz (1744–1818) | Herzog Franz von Sachsen-Coburg-Saalfeld (1750–1806) ⚭ 1777 Gräfin Auguste Reuß zu Ebersdorf (1757–1831)          |
| Urgroßeltern                     | König Friedrich Wilhelm III. von Preußen (1770–1840) ⚭ 1793 Luise von Mecklenburg-Strelitz (1776–1810) | König Friedrich Wilhelm III. von Preußen (1770–1840) ⚭ 1793 Luise von Mecklenburg-Strelitz (1776–1810)                     | Großherzog Karl Friedrich von Sachsen-Weimar-Eisenach (1783–1853) ⚭ 1804 Großfürstin Maria Pawlowna Romanowa (1786–1859) | Großherzog Karl Friedrich von Sachsen-Weimar-Eisenach (1783–1853) ⚭ 1804 Großfürstin Maria Pawlowna Romanowa (1786–1859) | Herzog Ernst I. von Sachsen-Coburg und Gotha (1784–1844) ⚭ 1817 Luise von Sachsen-Gotha-Altenburg (1800–1831)     | Herzog Ernst I. von Sachsen-Coburg und Gotha (1784–1844) ⚭ 1817 Luise von Sachsen-Gotha-Altenburg (1800–1831)     | Edward Augustus, Duke of Kent and Strathearn (1767–1820) ⚭ 1818 Victoire von Sachsen-Coburg-Saalfeld (1786–1861)        | Edward Augustus, Duke of Kent and Strathearn (1767–1820) ⚭ 1818 Victoire von Sachsen-Coburg-Saalfeld (1786–1861)  |
| Großeltern                       | Kaiser Wilhelm I. (1797–1888) ⚭ 1829 Augusta von Sachsen-Weimar-Eisenach (1811–1890)                   | Kaiser Wilhelm I. (1797–1888) ⚭ 1829 Augusta von Sachsen-Weimar-Eisenach (1811–1890)                                       | Kaiser Wilhelm I. (1797–1888) ⚭ 1829 Augusta von Sachsen-Weimar-Eisenach (1811–1890)                                     | Kaiser Wilhelm I. (1797–1888) ⚭ 1829 Augusta von Sachsen-Weimar-Eisenach (1811–1890)                                     | Albert von Sachsen-Coburg und Gotha (1819–1861) ⚭ 1840 Königin Victoria von Großbritannien und Irland (1819–1901) | Albert von Sachsen-Coburg und Gotha (1819–1861) ⚭ 1840 Königin Victoria von Großbritannien und Irland (1819–1901) | Albert von Sachsen-Coburg und Gotha (1819–1861) ⚭ 1840 Königin Victoria von Großbritannien und Irland (1819–1901)       | Albert von Sachsen-Coburg und Gotha (1819–1861) ⚭ 1840 Königin Victoria von Großbritannien und Irland (1819–1901) |
| Eltern                           | Kaiser Friedrich III. (1831–1888) ⚭ 1858 Victoria von Großbritannien und Irland (1840–1901)            | Kaiser Friedrich III. (1831–1888) ⚭ 1858 Victoria von Großbritannien und Irland (1840–1901)                                | Kaiser Friedrich III. (1831–1888) ⚭ 1858 Victoria von Großbritannien und Irland (1840–1901)                              | Kaiser Friedrich III. (1831–1888) ⚭ 1858 Victoria von Großbritannien und Irland (1840–1901)                              | Kaiser Friedrich III. (1831–1888) ⚭ 1858 Victoria von Großbritannien und Irland (1840–1901)                       | Kaiser Friedrich III. (1831–1888) ⚭ 1858 Victoria von Großbritannien und Irland (1840–1901)                       | Kaiser Friedrich III. (1831–1888) ⚭ 1858 Victoria von Großbritannien und Irland (1840–1901)                             | Kaiser Friedrich III. (1831–1888) ⚭ 1858 Victoria von Großbritannien und Irland (1840–1901)                       |
| Viktoria von Preußen (1866–1929) | | | | | | | | |

## Autobiografie
- Viktoria Zoubkoff: Was mir das Leben gab – und nahm. Mit einem Nachwort von Horst-Jürgen Winkel. Bouvier, Bonn 2005, ISBN 3-416-03071-0 (erste Ausgabe in Buchform).